# 涂世华
塗世華（英語：Anthony Tu Shihua，1919年11月22日—2017年1月4日，聖名：安多尼），是天主教中國籍愛國會自選自聖主教及方濟會會士，曾被教宗絕罰，但死後獲教宗方濟各赦免。曾任中國天主教神哲學院院長及自稱擔任漢陽教區主教。

## 生平

### 早年生活
塗世華出生於1919年11月22日中華民國北洋政府時期湖北省仙桃市沔陽（即現的仙桃市）。他於12歲時進入漢口兩湖總修院，1944年晉鐸。先後在北平的北京司鐸書院和輔仁大學物理系學習。1949年至1960年間，在武漢上智中學任教，並擔任漢口兩湖總修院教師。

### 祝聖
1949年10月1日，中國共產黨在大陸成立中華人民共和國，並開始迫害宗教。1952年9月，愛爾蘭籍漢陽教區主教高爾文被中國政府驅逐出境。同時，高爾文任命張伯仁為該教區署理，但他在1955年被捕，直至1979年才獲釋。
1959年8月15日，塗世華未經聖座准許，由中國官方組織愛國會安排自選自聖，由蒲圻教區主教李道南晉牧，並自稱接替高爾文出任漢陽教區第二正權主教。事後，因為塗世華在未獲得時任教宗若望二十三世准許，自選自聖違反《天主教法典》被絕罰。。1962年起，塗世華擔任愛國會委員會常委。
塗世華分別於1980年至1992年及1980年至1998年，出任官方組織的中國天主教主教團副團長及中國天主教愛國會副主席。1992年至2017年間，擔任「一會一團」顧問。
他自1982年起一直在北京生活。1983年9月，官方組織在北京成立中國天主教神哲學院。同月24日正式開學，塗世華獲擔任首任院長。在1984年，獲時任教宗若望保祿二世任命張伯仁才是漢陽教區第二正權主教。但是，中國政府一直不承認他是第二正權主教。1991年，改由中國天主教主教團團長宗懷德出任神哲學院院長。
在宗座的紀錄中，塗世華於2001年被改任為蒲圻教區主教，直至他2017年1月4日去世為止。

### 逝世
2017年1月4日，塗世華因患上感冒引起肺炎及心律衰竭，在中國北京北京大學醫院去世，享年98歲。直至去世時，他的主教身分仍未被教宗寬免。

### 獲赦免
2018年9月22日，中梵就主教任命權達成協議。時任方濟各教宗赦免了七名自選自聖的主教，而已去世的塗世華也獲得認可其主教身份及赦免。